# Linzor
El Linzor és un estratovolcà que es troba a la frontera entre Xile i Bolívia. El seu cim s'eleva fins als 5.680 msnm. Prop seu hi ha la Laguna Colorada i el Cerro del León.
Des de finals de l'Oligocè la subducció de la placa de Nazca sota la placa sud-americana ha provocat el vulcanisme a l'extrem occidental d'Amèrica del Sud, inclosa la formació de la Zona Volcànica Central. Les roques predominants són l'andesita i la dacita, i estan datades del Plistocè-Holocè. S'hi ha trobat un santuari inca.